# Salonwagen des Herzogs von Wellington

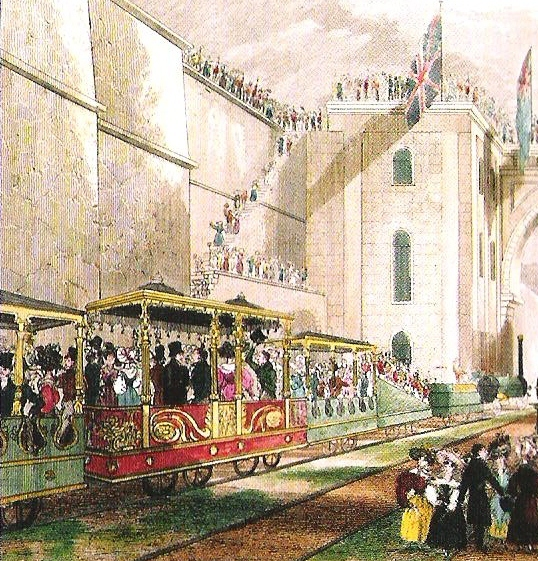
Eröffnungszug mit dem Salonwagen des Herzogs von Wellington

Der Salonwagen des Herzogs von Wellington war der weltweit erste bekannte Salonwagen. Er wurde von der Liverpool and Manchester Railway für den Premierminister, den Herzog von Wellington, gebaut, um damit deren Strecke am 15. September 1830 zu eröffnen.

## Beschreibung
Der Wagen ist nicht erhalten, es gibt von ihm lediglich – leicht voneinander abweichende – bildliche Darstellungen und textliche Beschreibungen. Das Fahrzeug war offen, es lief auf sechs Achsen und war 32 Fuß (knapp 10 Meter) lang und 8 Fuß (knapp 2,5 Meter) breit. Es hatte eine üppige Dekoration in Rot und Gold, einen Baldachin von acht Metern Länge auf acht vergoldeten Säulen, purpurfarbene Vorhänge, Vergoldungen und zur Bekrönung eine herzogliche Rangkrone. Die Sitzgelegenheit für die Fahrgäste war ein Sofa, das sich über die gesamte Länge des Wagens erstreckte und auf dem 30 Personen sitzen konnten. Gebaut wurde der Wagen vom Möbeltischler James Edmondson.

## Einsatz
Der Wagen wurde vom Herzog von Wellington während der Eröffnungsfahrt der Liverpool and Manchester Railway genutzt und war dabei – neben der Rocket – eines der beiden Fahrzeuge, die an dem tödlichen Unfall des Parlamentsabgeordneten von Liverpool, William Huskisson, beteiligt waren. 
Nach dem einmaligen Einsatz bei der Eröffnung der Eisenbahn konnte der Wagen anschließend von jedermann für Sonderfahrten gemietet werden.